# ماريا روبرتسون
ماريا روبرتسون (بالإنجليزية: Mariah Robertson)‏ هي مصورة أمريكية، ولدت في 1975.